# 原臺南合同廳舍
原臺南合同廳舍，位於臺灣臺南市中西區，為日治時期臺南市所興建的聯合辦公廳舍，目前為臺南市市定古蹟。建築已修復再利用，部分空間規劃為「臺南市消防史料館」，而消防分隊仍持續在此服務。

## 沿革

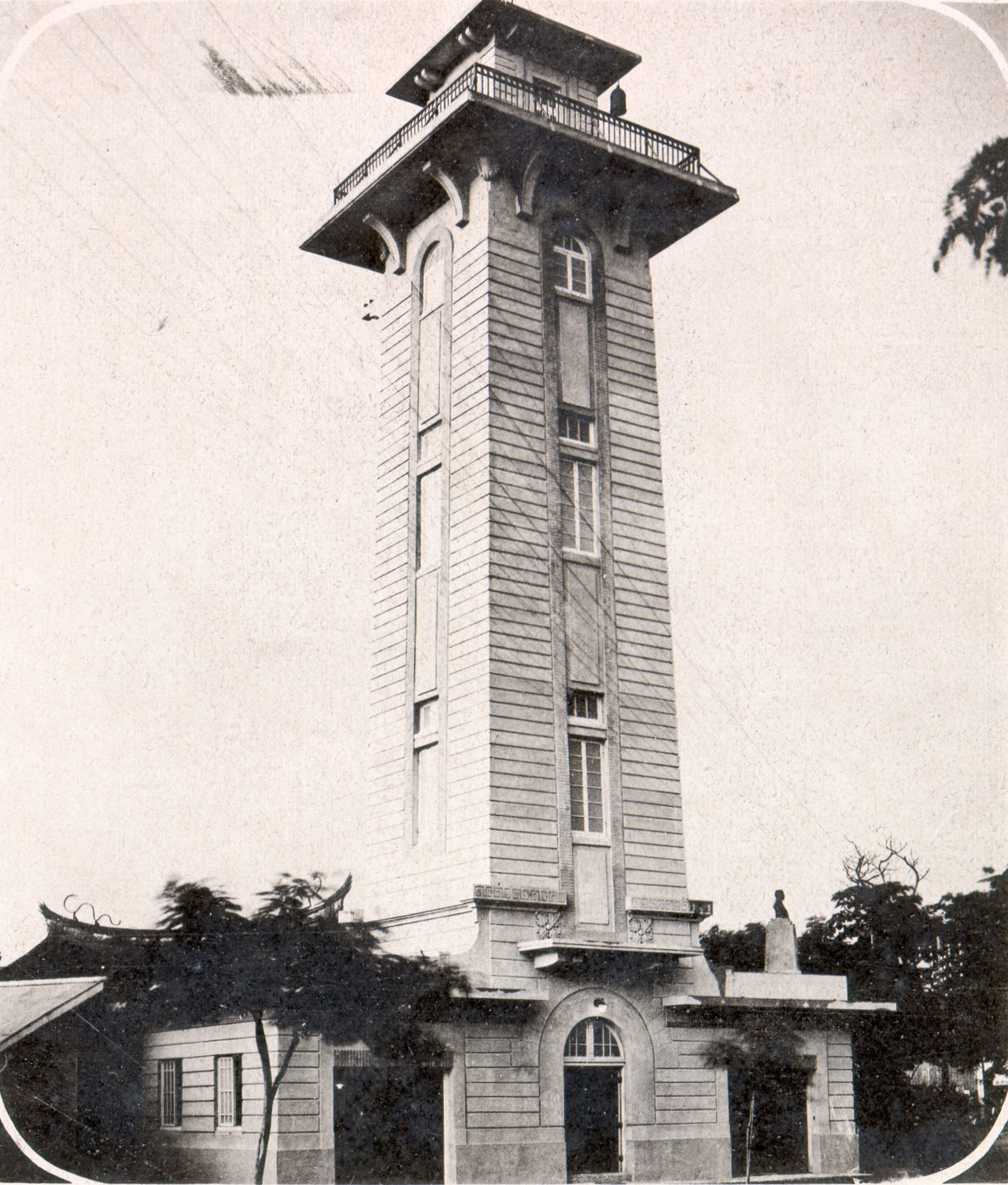
昭和五年（1930年）的臺南御大典紀念塔，一旁有住吉秀松的雕像

昭和五年（1930年），為了慶祝昭和天皇登基，興建了現在六層樓高的中央高塔，當時稱為「御大典紀念塔」，並在塔邊則立有對消防隊有功的營造商人住吉秀松的雕像。高塔初名「火見樓」，後改稱「望火樓」，為當時臺南市區裡最高的建築，後來便做為消防瞭望臺使用。昭和十二年（1937年）5月19日，在高塔兩側擴建了加強磚造的「合同廳舍」（聯合辦公廳舍）（p. 61），該建築在日治時期有消防組詰所（左翼）、警察會館（右翼）與錦町派出所（端部）等三單位共同辦公，廳舍建築則由台南州土木課營繕係所設計，於隔年4月25日完工（p. 61）。
二次大戰後，消防組由警察接收，由臺南市警察局保安課指揮監督，改名為「臺南市警察消防隊」，其中該建築的右翼與端部仍作為消防隊與派出所使用，但左翼則作為空軍新生社使用，空軍撤離後，左翼部分則由保警第五總隊使用。後改駐臺南市消防大隊第二分隊（左翼）、保五總隊第一大隊（右翼）第二分隊、第二警分局民生派出所（端部），民國72年（1983年），因拓寬忠義路使建築需退縮，因而拆除部分北側立面，在切面重作三公尺深的騎樓，而成今貌。
1998年6月26日，原臺南合同廳舍被臺南市政府指定為古蹟。在民生派出所於民國九十二年（2003年）裁撤後。，建築物於2015年間開始修復工程，包含清除外牆白漆和北側騎樓外觀復舊等作業，工程期間曾因故停工兩年，在2019年4月15日月才完工開幕，空間規劃為臺南市消防史料館使用。

## 建築設計
原臺南合同廳舍屬於折衷樣式之建築，整體外觀形式並不對稱，起初，建築只有中央高塔，後來才增建旁邊的廳舍，而裡面的各單位有各自的出入口。原本的高塔作為消防塔使用，消防塔西側為消防組，一至三樓分別為車庫、事務所休憩室、組員宿舍。消防塔東側一樓為派出所，其他空間則為警察會館，包含一樓的事務室、娛樂室、調理室，二樓的圖書室、食堂、浴室，三樓則是鋪設榻榻米的座敷空間，並設有一小洋室。戰後，消防隊使用中央高塔底下入口，保五總隊是用左翼的入口，而端部的入口則是由派出所使用。

外觀部分，除了在各樓層間在外牆上以突緣橫帶隔開，並貼附褐色釉面溝磚。右翼部分的一樓為大開間，供消防車出入，而其上各樓層開有平拱窗。中央高塔底部則為半圓拱門，上有雨遮，旁邊的端部為平拱門，在接近高塔一側開有圓形窗，其餘為平拱窗。左翼部分的入口置有古典柱式，並有雨遮，而其二、三樓之間除突緣橫帶外，又加上了一對壁柱，並且在頂端加上了平山牆。而在建築物的中央，則有六角形的內庭。

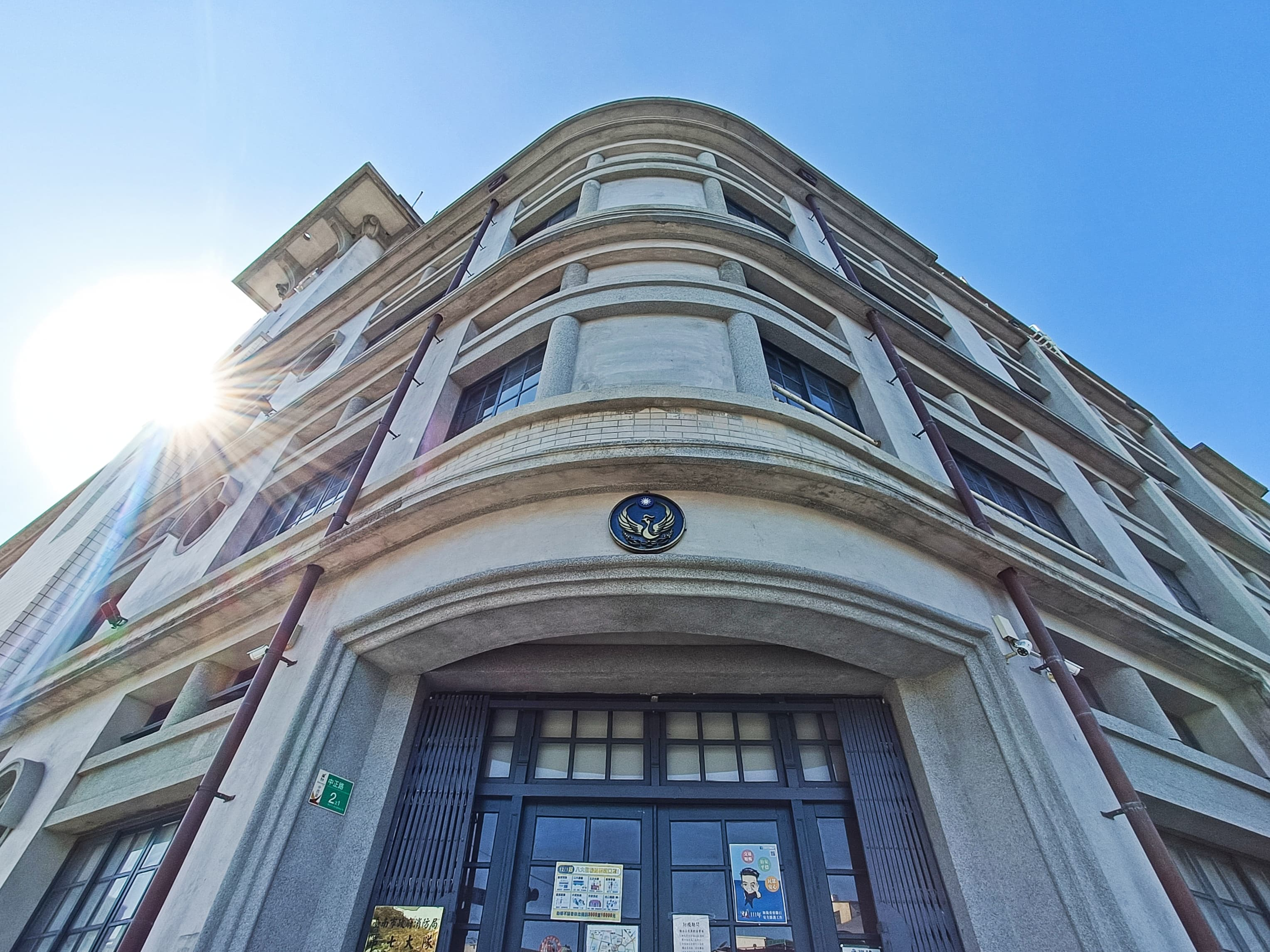
原臺南合同廳舍的入口處
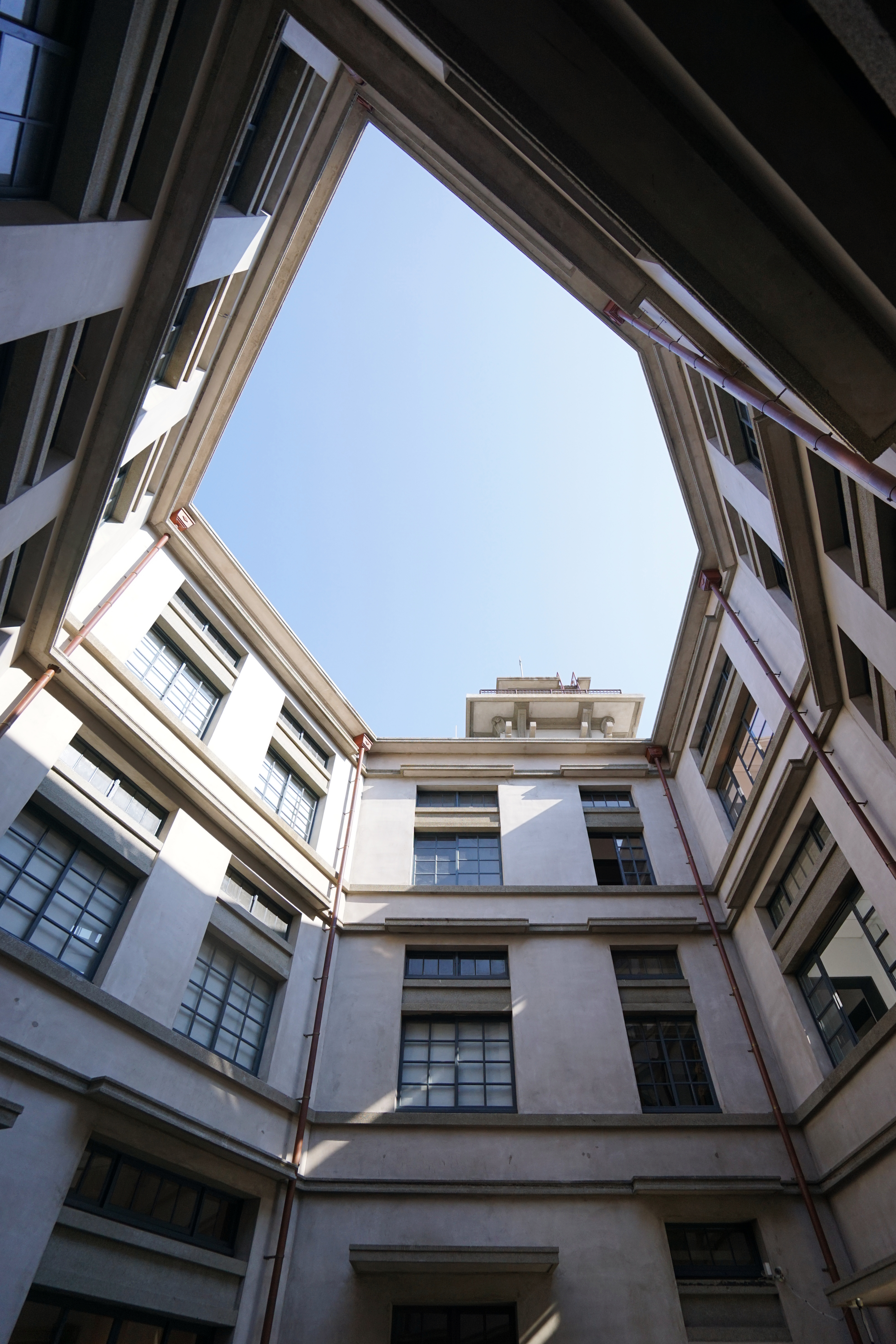
原臺南合同廳舍的中庭
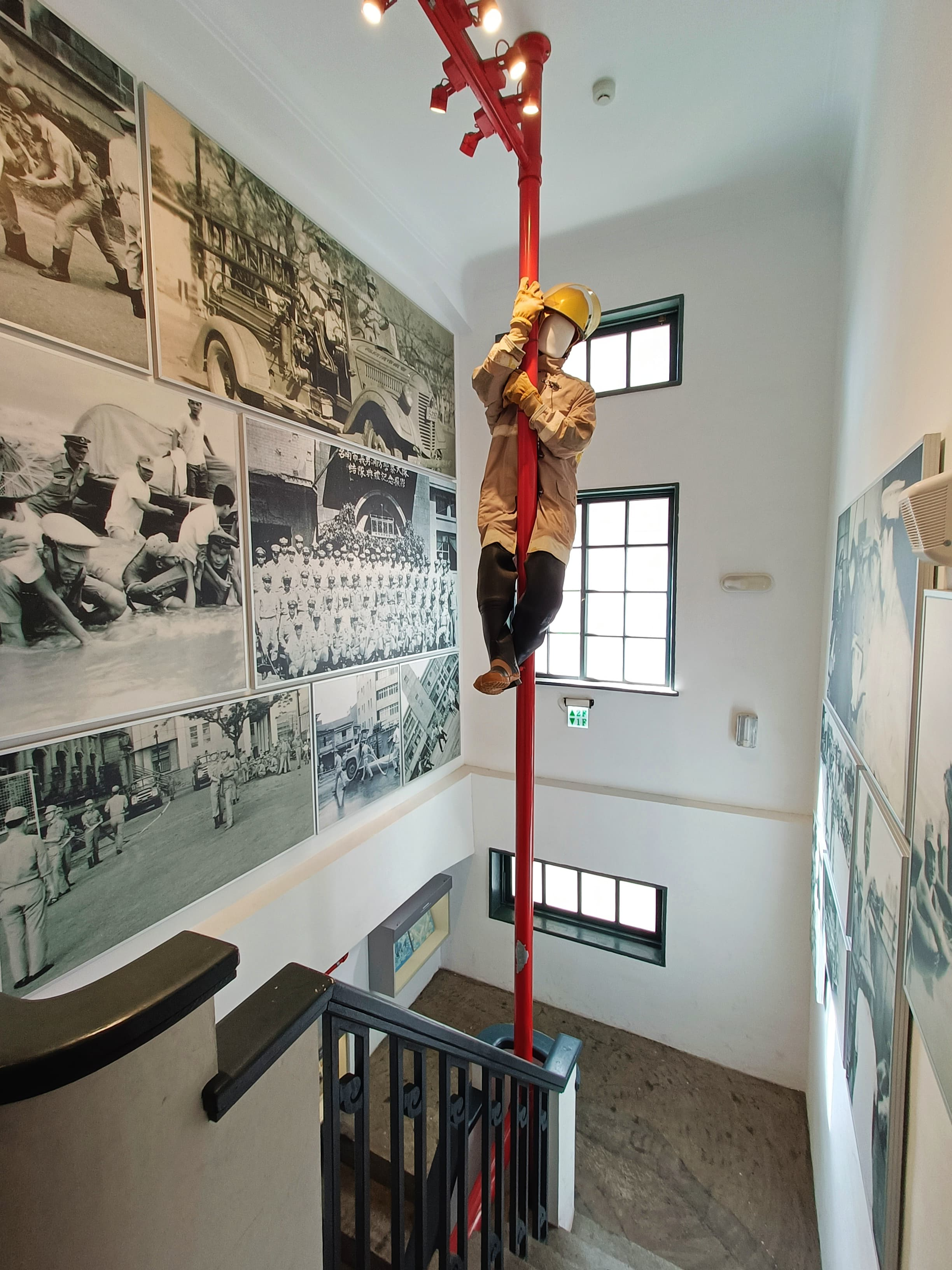
一樓通向二樓的階梯
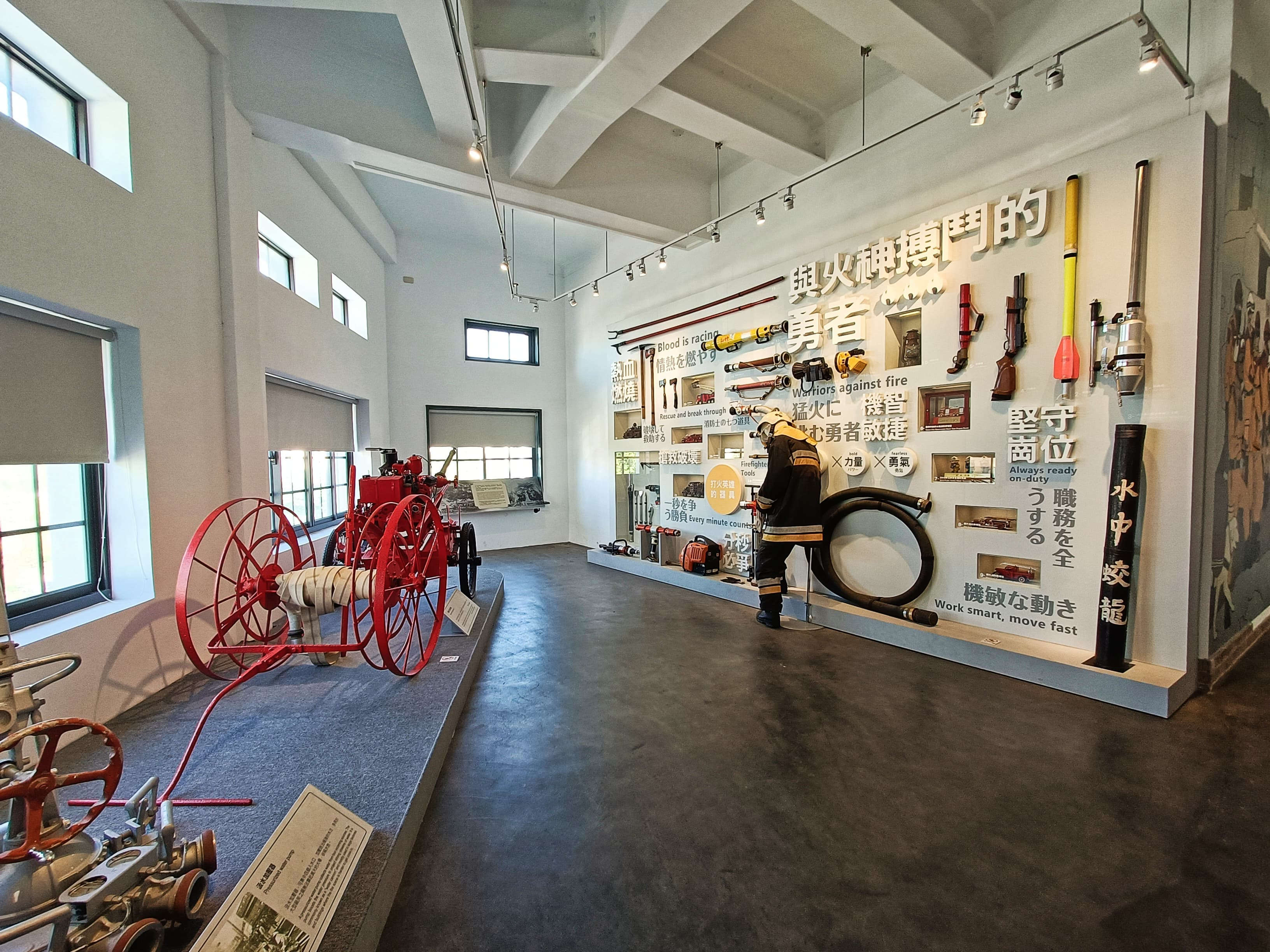
三樓常設展覽

## 外部連結
- 台南市消防史料館 （页面存档备份，存于）
- 臺南市政府文化觀光處——原臺南合同廳舍 （页面存档备份，存于）
- 臺灣大百科——原臺南合同廳舍 （页面存档备份，存于）

### 腳註
1. ↑  互助營造股份有限公司. . 遠流. 2012-08-01: 頁73. ISBN 978-957-32-6985-4.
2. ↑  王俊忠. . 《自由時報》. 2019-04-14  [2019-07-06]. （原始内容存档于2020-11-20）.
3. 1 2  楊仁江. . 台南市政府. 2003-09  [2019-04-07]. ISBN 9570151153. （原始内容存档于2019-07-24）.
4. ↑  聯絡資訊及位置圖 （页面存档备份，存于） 臺南市政府警察局第二分局
5. ↑  原台南合同廳舍古蹟修復啟用 日人住吉秀松後代捐50萬日幣 （页面存档备份，存于） 2019-04-15,自由時報
6. ↑  王俊忠. . 公視新聞網. 2019-04-09  [2019-04-09]. （原始内容存档于2022-03-24）.
7. ↑  . 台南南報印刷部. 1938-05-23.

## 外部連結
- 臺南市政府消防局中正分隊消防隊的Facebook專頁
  - 臺南市消防史料館的Facebook專頁